# Charles C. Stratton
Charles Creighton Stratton, född 6 mars 1796 död 30 mars 1859, var en politiker från New Jersey, som tjänstgjorde i USA:s representanthus och senare var guvernör i New Jersey. Han föddes och dog i Swedesboro, i Gloucester County, New Jersey. Han är begravd vid Trinity Church i Swedesboro.
Han tog examen från Rutgers College 1814 och ägnade sig åt jordbruk. han var ledamot av General Assembly ("underhuset" i New Jerseys parlament) 1821, 1823 och återigen 1829. Han valdes för Whigpartiet till USA:s representanthus 1837-1839. Efter valet 1838 lade han fram bevis för att han hade blivit omvald till representanthuset, men han nekades att ta plats där. Han blev omvald 1840 och tjänstgjorde i representanthuset 1841-1843. Han valde dock att inte söka omval 1842.
Stratton var ledamot av det konvent 1844 som skapade en reviderad grundlag för New Jersey.
Den nya grundlagen av 1844 stadgade att guvernören skulle vara direktvald för en enda, treårig period. Stratton kandiderade för Whig-partiet med en kampanj där han motsatte sig de starka järnvägsintressena i delstaten. Motkandidaten för Demokratiska partiet var John R. Thomson, född i Pennsylvania, som var aktieägare i järnvägen och talade starkt för interna förbättringar.
Stratton vann och tjänstgjorde som guvernör i New Jersey från den 21 januari, 1845 till den 17 januari 1848. Hans företrädare som guvernör, Daniel Haines, kom också att bli hans efterträdare. Efter sin tid som guvernör återupptog Stratton sitt arbete inom jordbruket. Han gifte sig med Sarah Taggart från Philadelphia 1854. På grund av dålig hälsa bodde han i Europa 1857 och 1858.
Han hade inga barn, men hade två framstående systersöner. Benjamin Franklin Howey var ledamot av USA:s representanthus för Republikanska partiet 1883-1885. Thomas Preston Carpenter var domare i New Jerseys högsta domstol.